# Tamara (Sängerin)
Tamara (* 27. Juni 1984 in Sevilla; bürgerlich Tamara Macarena Valcárcel Serrano) ist eine spanische Popmusikerin. Bekannt ist sie für ihre Bolero-Interpretationen. Sie ist die Enkelin vom Flamenco-Sänger Rafael Farina und der Tänzerin Fernanda Romero.

## Diskografie

### Alben
- 1999: Gracias (ES: ×5Fünffachplatin )
- 2001: Siempre (ES: Gold)

| Jahr | Titel                                  | Höchstplatzierung, Gesamtwochen, AuszeichnungChartsChartplatzierungen (Jahr, Titel, Platzierungen, Wochen, Auszeichnungen, Anmerkungen) | Anmerkungen                            |
| Jahr | Titel                                  | ES | Anmerkungen                            |
| ---- | -------------------------------------- | --- | -------------------------------------- |
| 2005 | Canta Roberto Carlos                   | ES5 ×2Doppelplatin · (56 Wo.)ES |                                        |
| 2005 | Abrázame                               | ES84 Platin · (2 Wo.)ES |                                        |
| 2005 | Lo mejor de tu vida                    | ES8 ×2Doppelplatin · (23 Wo.)ES |                                        |
| 2006 | Emociones en directo                   | ES16 (11 Wo.)ES |                                        |
| 2007 | Perfecto                               | ES16 Gold · (18 Wo.)ES |                                        |
| 2009 | Amores                                 | ES16 (30 Wo.)ES |                                        |
| 2011 | Más – Tributo a Marco Antonio Solís    | ES4 (26 Wo.)ES |                                        |
| 2012 | Encadenados – Un homenaje al Bolero    | ES8 (23 Wo.)ES | Tamara y Moncho                        |
| 2013 | Incondicional – A Juan Carlos Calderón | ES18 (16 Wo.)ES |                                        |
| 2014 | Lo mejor de …                          | ES67 (4 Wo.)ES |                                        |
| 2015 | Lo que calla el alma                   | ES11 (7 Wo.)ES | Erstveröffentlichung: 30. Oktober 2015 |

### Singles
| Jahr | Titel Album             | Höchstplatzierung, Gesamtwochen, AuszeichnungChartsChartplatzierungen (Jahr, Titel, Album, Platzierungen, Wochen, Auszeichnungen, Anmerkungen) | Anmerkungen |
| Jahr | Titel Album             | ES | Anmerkungen |
| ---- | ----------------------- | --- | ----------- |
| 2009 | Cada día –              | ES14 (13 Wo.)ES |             |
| 2010 | No quiero nada sin ti – | ES23 (7 Wo.)ES |             |
| 2011 | Si no te hubieras ido – | ES27 (9 Wo.)ES |             |